# 普拉讷 (汝拉省)
普拉讷（法語：Plasne，法語發音：[plan]）是法国汝拉省的一个市镇，属于隆斯勒索涅区。

## 地理
普拉讷（46°48'4"N, 5°41'8"E）面积7.76 平方千米，位于法国勃艮第-弗朗什-孔泰大區汝拉省，该省份为法国东部内陆省份，北起上索恩省，西北接科多尔省，西临索恩-卢瓦尔省，南至安省，东与杜省和瑞士接壤。
与普拉讷接壤的市镇（或旧市镇、城区）包括：巴尔泰讷、勒菲耶、弗龙特奈、米耶里。

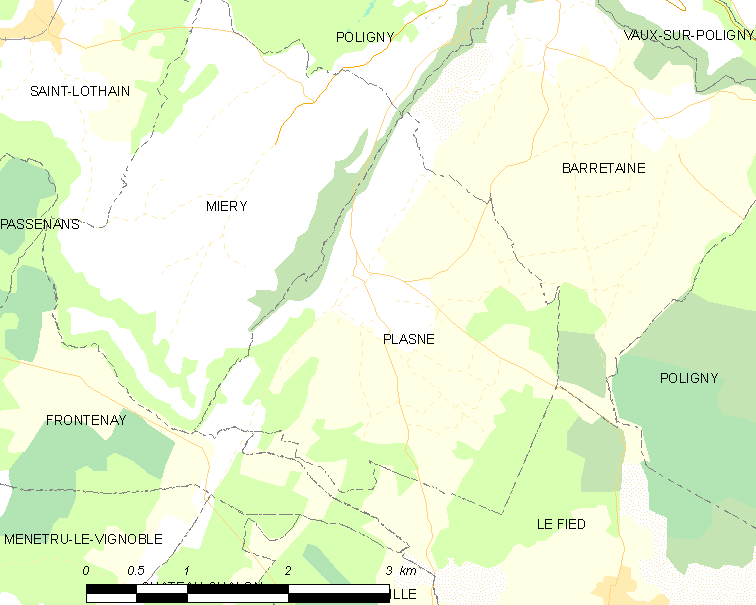
的OSM定位图

普拉讷的时区为UTC+01:00、UTC+02:00（夏令时）。

## 行政
普拉讷的邮政编码为39800、39210，INSEE市镇编码为39426。

## 政治
普拉讷所属的省级选区为布莱特朗县。

## 人口

1962-2008年间人口变化图示

普拉讷于2022年1月1日时的人口数量为201人。